# غايل بلفنز
غايل بلفنز (بالإنجليزية: Gayle Blevins)‏ هي مديرة فنية أمريكية، ولدت في 1953 في دايتون في الولايات المتحدة.